# Zoran Lilić
Zoran Lilić (en serbe cyrillique : Зоран Лилић ; né le 27 août 1953 à Brza Palanka) est un homme d'État serbe. Il a été président de l'Assemblée nationale de la république de Serbie et président de la république fédérale de Yougoslavie.

## Biographie
Zoran Lilić termine ses études élémentaires et secondaires dans sa ville natale de Brza Palanka, près de Kladovo. Il suit les cours de la Faculté de technologie et de métallurgie de l'université de Belgrade, dont il sort diplômé. Après ses études, il travaille à l'usine de caoutchouc Rekord à Rakovica et, au bout de 12 ans, il en devient le directeur général.
Membre du Parti socialiste de Serbie (SPS) fondé en 1990 par Slobodan Milošević, il est président de l'Assemblée nationale de janvier à mai 1993. Après l'éviction de Dobrica Ćosić, il est élu président de la république fédérale de Yougoslavie (SRJ) en juin 1993 et occupe cette fonction jusqu'en 1997, où il est remplacé par Slobodan Milošević. En 1997, il devient vice-président du gouvernement de Momir Bulatović et reste en fonction jusqu'en août 1999 puis est nommé conseiller du président Milošević pour les relations économiques avec l'étranger. À cette époque, il est président du comité directeur de la compagnie d'armement Jugoimport et président de la Fédération d'échecs de Yougoslavie.
En 2000, Zoran Lilić quitte le Parti socialiste de Serbie pour fonder le Parti social-démocrate serbe (en serbe : Srpska socijaldemokratska stranka) qui se réclame des idées de Svetozar Marković, l'un des plus importants socialistes serbes du XIXe siècle, mais il réintègre plus tard le SPS.
En novembre 2008, il est nommé au comité directeur de l'entreprise publique Putevi Srbije (« Routes de Serbie »).